# Planeta Maimuțelor: Războiul
Planeta Maimuțelor: Războiul (titlu original: War for the Planet of the Apes) este un film SF american din 2017 regizat de Matt Reeves. Rolurile principale au fost interpretate de actorii Andy Serkis, Woody Harrelson și Steve Zahn. O continuare a filmelor Planeta maimuțelor: Invazia (2011) și  Planeta Maimuțelor: Revoluție (2014), este al treilea film din seria reboot  Planeta maimuțelor.

## Distribuție
| Actor             | Personaj                                               |
| ----------------- | ------------------------------------------------------ |
| Andy Serkis       | Caesar                                                 |
| Max Lloyd-Jones   | Blue Eyes, fiul mai mare al lui Caesar și al Corneliei |
| Terry Notary      | Rocket                                                 |
| Karin Konoval     | Maurice                                                |
| Judy Greer        | Cornelia, soția lui Caesar                             |
| Woody Harrelson   | Colonel McCullough                                     |
| Gabriel Chavarria | Preacher                                               |
| Chad Rook         | Boyle                                                  |
| Steve Zahn        | Bad Ape                                                |
| Amiah Miller      | Nova                                                   |
| Aleks Paunovic    | Winter                                                 |
| Sara Canning      | Lake                                                   |

## Producție
Filmările au început la 14 octombrie 2015 în Lower Mainland din Vancouver, sub titlul de lucru Hidden Fortress. Cheltuielile de producție s-au ridicat la 150 milioane $.

## Primire
A avut încasări de 483,1 milioane $.